# Stefan Bolesław Poradowski

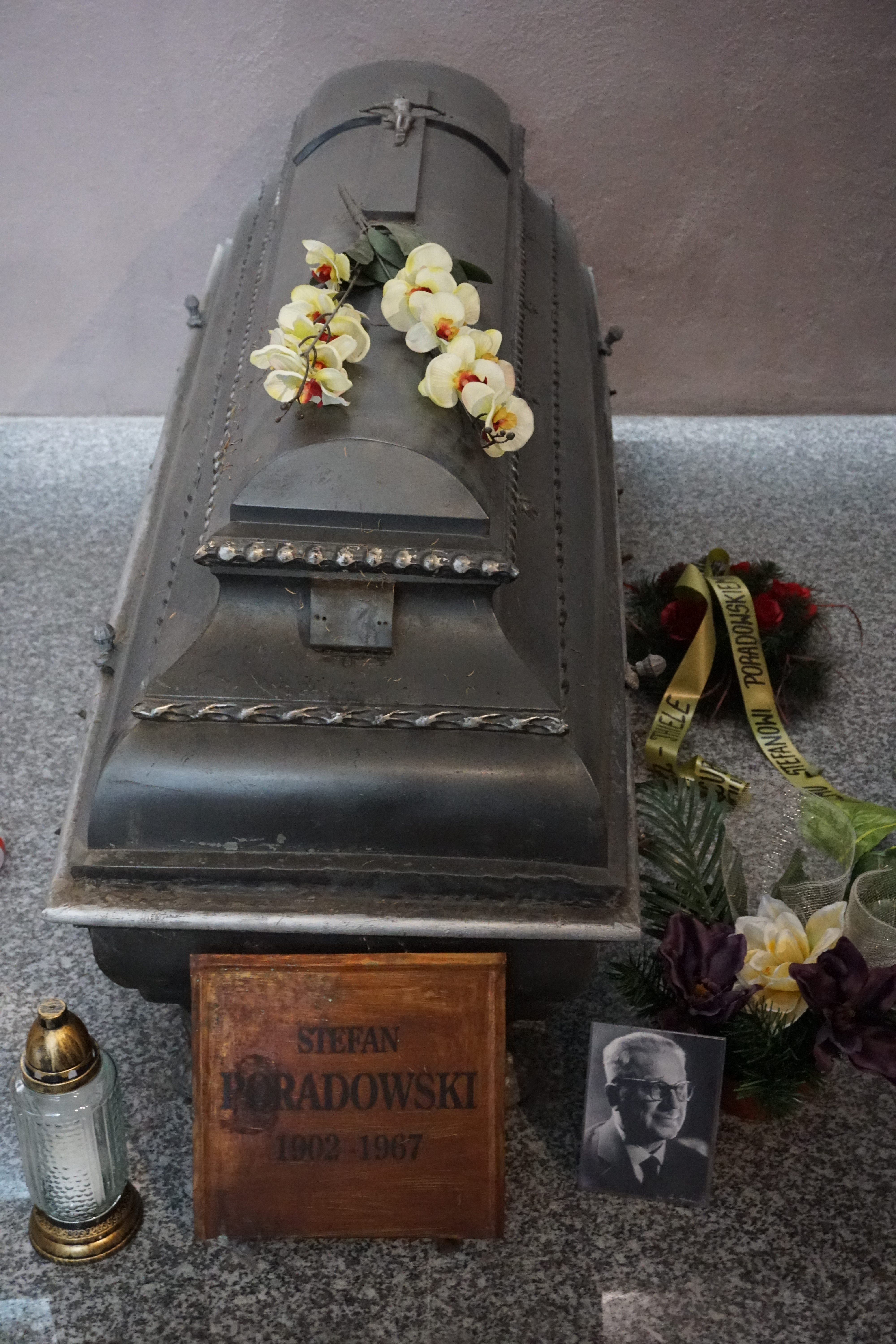
Trumna z prochami Stefana Bolesława Poradowskiego w krypcie Zasłużonych Wielkopolan

Stefan Bolesław Poradowski (ur. 16 sierpnia 1902 we Włocławku, zm. 9 lipca 1967 w Poznaniu) – polski kompozytor, teoretyk muzyki, dyrygent i pedagog.

## Życiorys
Syn Walentego i Heleny z Mrozińskich. Wykształcenie muzyczne zdobywał we Włocławku u Pawła Bojakowskiego, następnie w Konserwatorium Muzycznym Winterfelda w Bydgoszczy. W latach 1922–1926 studiował w Poznaniu w Państwowym Konserwatorium Muzycznym (w klasie kompozycji i teorii Henryka Opieńskiego oraz na Uniwersytecie (prawo i muzykologia). Uzupełniające studia kompozytorskie odbył w Berlinie u Emila Reznička. Pracował jako nauczyciel gry skrzypcowej i przedmiotów teoretycznych w Poznaniu i Lesznie, a w 1930 roku został profesorem teorii specjalnej i kompozycji oraz kierownikiem orkiestry kameralnej w poznańskim konserwatorium. Przed wojną wykładał ponadto w Miejskim Konserwatorium Muzycznym w Bydgoszczy (1935–1939), dyrygował orkiestrą kameralną Towarzystwa Muzycznego i chórem „Harmonia” w Poznaniu (1930–1939) oraz prowadził działalność recenzencką. W 1939 roku został aresztowany przez Niemców, a następnie wywieziony do Opatowa, gdzie pracował jako organista i dyrygent chórów.
Od 1945 roku objął ponownie klasę teorii specjalnej i kompozycji w Państwowej Wyższej Szkole Muzycznej w Poznaniu, gdzie pełnił między innymi funkcje prorektora i dziekana Wydziału Kompozycji, Teorii i Dyrygentury. W 1958 roku został profesorem nadzwyczajnym. Równocześnie prowadził klasę kompozycji w Państwowej Wyższej Szkole Muzycznej we Wrocławiu (od 1955 roku), omawiał programy koncertowe Filharmonii Poznańskiej (1946–1956), współorganizował ogólnopolskie festiwale i konkursy. Był też znanym artystą fotografikiem, długoletnim prezesem poznańskiego oddziału Związku Polskich Artystów Fotografików. Był nauczycielem m.in. Jadwigi Szajny-Lewandowskiej.
Napisał wiele podręczników z zakresu teorii muzyki, w tym Nauka harmonii (1931), Instrumenty muzyczne (1938), Diatoniczne modulacje harmoniczne (1939), O fudze (1962), Akustyka dla muzyków (1964), Sztuka pisania kanonów (1965).
Jego twórczość obejmuje ponad 130 utworów, między innymi:
- Muzyka symfoniczna
  - Symfonie (I - VIII)
  - poemat symfoniczny Ratusz poznański op. 52 nr 1
  - suity na tematy ludowe: Dyngus kujawski i Sceny weselne
  - Koncert skrzypcowy op. 70
  - Koncert kontrabasowy op. 26
  - Koncert na flet, harfę i smyczki op. 59 nr 1

- Muzyka kameralna
  - Suita antyczna na orkiestrę smyczkową op. 6
  - kwartety smyczkowe
  - tria smyczkowe

- Instrumentalne utwory solowe
  - fortepianowe:
    - Preludium i fuga op. 8 nr 1
    - Sonata Wspomnienia op. 41
    - Sonatina klasyczna nr I i II

  - skrzypcowe:
    - Sonata op. 5
    - Nokturn op. 57

  - Mazurek na altówkę op. 24
  - Romans na kontrabas
  - Preludium na organy

- Utwory sceniczne
  - Opera Płomienie op. 66 nr 1

- Muzyka wokalna
  - Kantaty: Tryumf, Pieśń o wiośnie, Koń Światowida, Rapsod poznański, Pieśń o Wiśle
  - Oratorium Odkupienie
  - utwory chóralne na chór mieszany i chór męski

- Pieśni solowe
  - Zaloty
  - Lament Matki Boskiej
  - Pieśń o nocy
  - Pieśń loretańska

Żoną kompozytora była Wanda Lewandowska, córka drogisty Ludwika Lewandowskiego.
Zmarł 9 lipca 1967 roku w Poznaniu i został pochowany na cmentarzu dębieckim. W 1969 roku jego trumnę przeniesiono do krypty Zasłużonych Wielkopolan w podziemiach Kościoła św. Wojciecha w Poznaniu.

## Ordery i odznaczenia
- Krzyż Kawalerski Orderu Odrodzenia Polski (1964)
- Złoty Krzyż Zasługi (19 lipca 1955)[2]
- Srebrny Krzyż Zasługi (11 listopada 1936)[3]
- Medal 10-lecia Polski Ludowej (28 lutego 1955)[4]
- Odznaka Honorowa Miasta Poznania (1964)

## Nagrody
- Nagroda Artystyczna Miasta Poznania (1947)

- Nagroda I stopnia Ministerstwa Kultury i Sztuki (1966)